# Medicina u 2008.
◄◄ | ◄ | 2005. | 2006. | 2007. | 2008.  | 2009. | 2010. | 2011. | ► | ►►
Arhitektura • Astronautika • Astronomija • Biologija • Film • Fotografija • Glazba • Kazalište • Kemija • Kiparstvo • Knjige • Književnost • Kršćanstvo • Meteorologija • Medicina • Planinarstvo • Politika • Pravo • Promet • Slikarstvo • Strip • Šport • Televizija • Znanost • Zrakoplovstvo • Željeznički promet
Medicina u 2008.

## Svijet

### Nagrade i priznanja
- Nobelova nagrada za fiziologiju ili medicinu:

## Hrvatska i u Hrvata

### Osnivanja
- Održan prvi Tjedan psihologije u Hrvatskoj.[1]

## Vanjske poveznice
|  | Zajednički poslužitelj ima još gradiva o temi Medicina u 2008. |